# Bolívar (Schiff)
Die Bolívar war ein venezolanisches Kanonenboot, das ursprünglich als Galicia für Spanien gebaut wurde. Zu Beginn der Venezuela-Krise 1902 wurde das Schiff von der Royal Navy gekapert und zeitweise in britische Dienste gestellt, um die Küste Venezuelas zu blockieren. Spanische Schwesterschiffe waren das Typschiff Temerario, die Veloz, die Audaz und die Rápido.

## Geschichte
Die Galicia wurde 1889 auf Kiel gelegt und 1891 als Torpedokanonenboot, spanisch canoñero torpedero in den Dienst der Armada Española gestellt. Aus ihrer Dienstzeit sind keine außergewöhnlichen Ereignisse bekannt. Während des Spanisch-Amerikanischen Krieges wurde sie 1898 zur Verteidigung des Hafens von Havanna eingesetzt.
Als Folge des Krieges wurde die Galicia 1899 nach Venezuela verkauft und dort nach dem Nationalhelden Simón Bolívar in Bolívar umbenannt. Präsident Cipriano Castro baute zu diesem Zeitpunkt durch Ankäufe aus dem Ausland eine Flottille auf, um Aufständische gegen seine Herrschaft, die meist auf dem Seeweg aus der niederländischen Kolonie Curaçao in Venezuela eindrangen, abzufangen wie z. B. den Filibusterdampfer Ban Righ. Ebenfalls aus Spanien wurde gleichzeitig das Kanonenboot Diego Velázquez angekauft und als Miranda in Dienst gestellt.

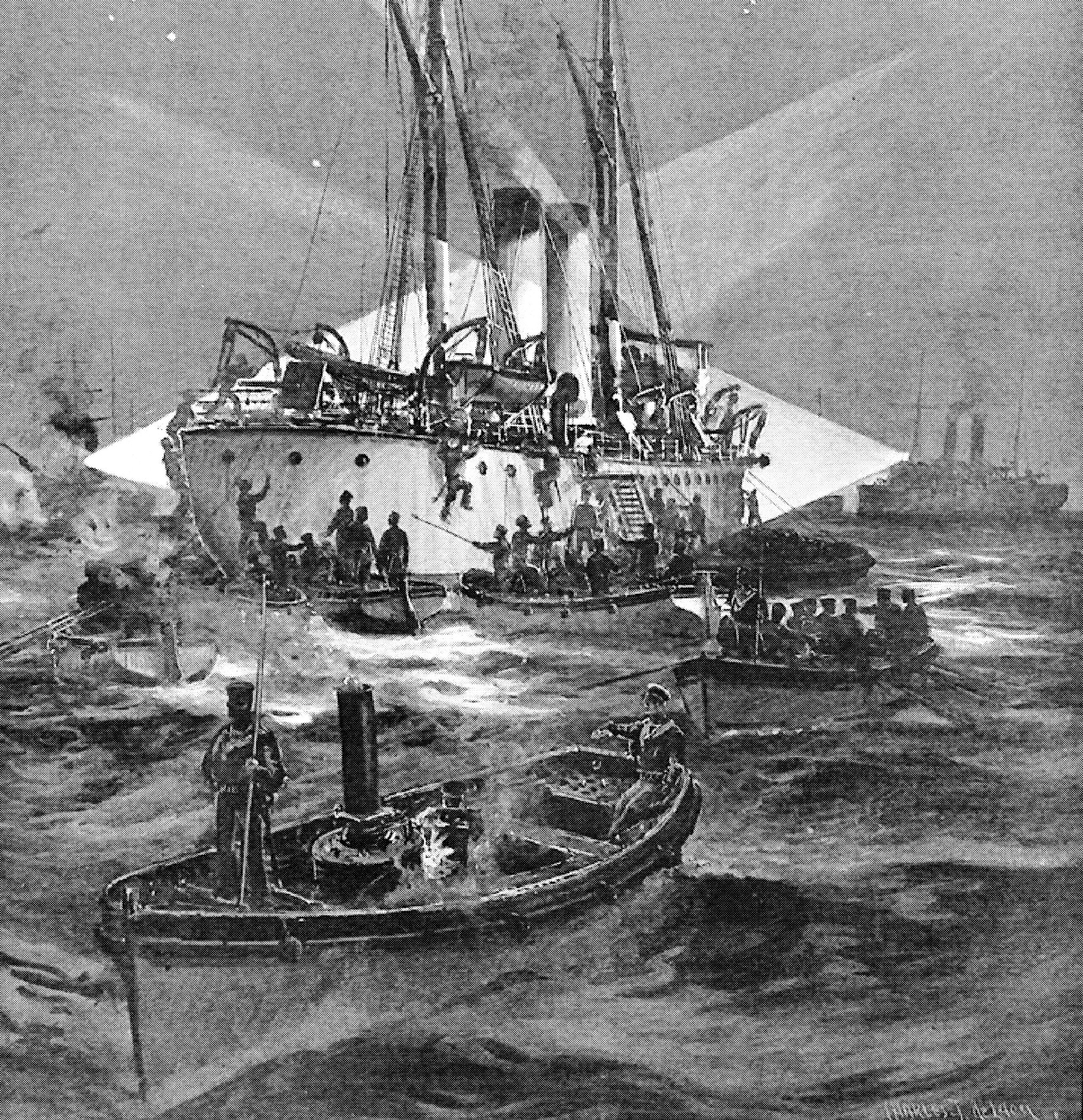
Das venezolanische Kanonenboot Bolívar wird am 10. Dezember 1902 während der Venezuela-Blockade von Einheiten der Royal Navy bei Trinidad gekapert. Ausschnitt aus zeitgenössischer Darstellung, THE SPHERE, London 10. Januar 1903

Zu Beginn der Kampfhandlungen in der Venezuela-Krise wurde die Bolívar am 10. Dezember 1902 in der Nähe von Trinidad von dem britischen Kreuzer Charybdis gekapert und unter britischer Kriegsflagge in Dienst gestellt. Nach dem Ende des Konflikts im Februar 1903 wurde sie den venezolanischen Behörden übergeben. Wann sie aus der Liste der Kriegsschiffe gestrichen wurde, ist unklar. 1914 war sie noch in Weyers Flottentaschenbuch gelistet.

## Bilder

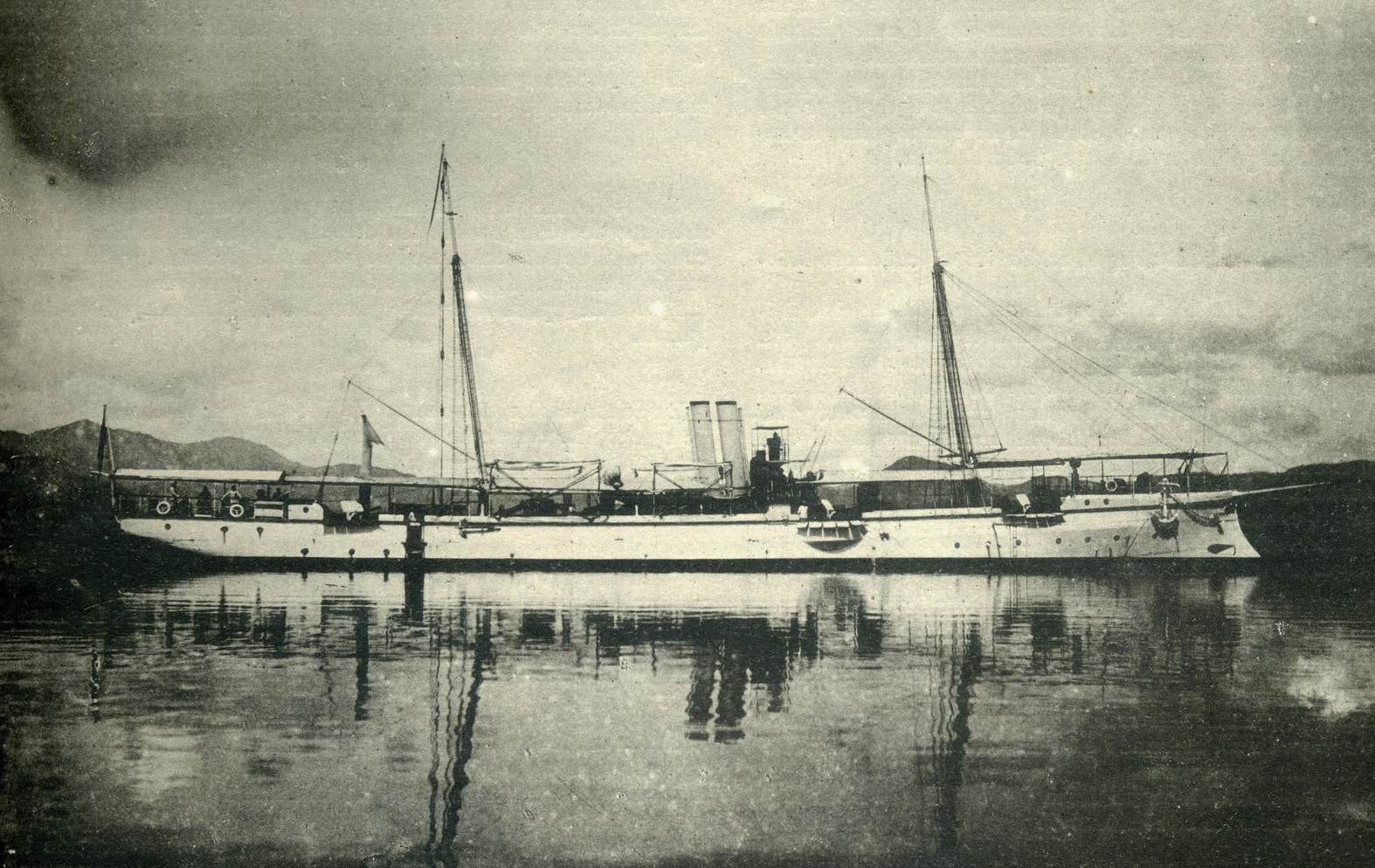
Kanonenboot Galicia
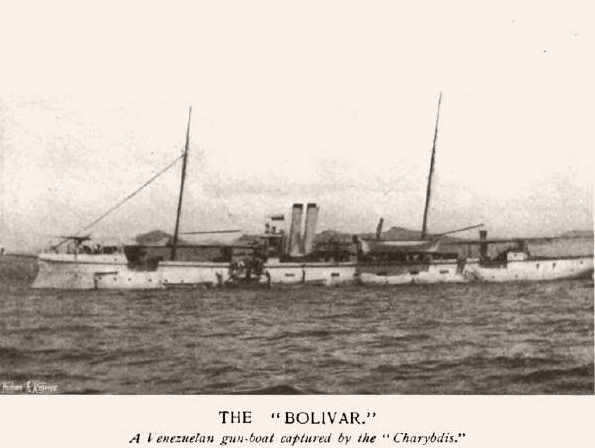
Kanonenboot Bolivar